# RHBDF2
RHBDF2‏ (Rhomboid 5 homolog 2) هوَ بروتين يُشَفر بواسطة جين RHBDF2 في الإنسان.